# Шицгал, Абрам Григорьевич
Абрам Григорьевич Шицгал (1903, Слоним — 1983, Москва) — советский учёный, специалист в области истории книжного дела. Кандидат искусствоведения, доктор филологических наук (1973).

## Биография
В 1928 году окончил филологический факультет ЛГУ.
С 1945 года — сотрудник ВНИИ комплексных проблем полиграфии.
В 1973 году защитил диссертацию на соискание учёной степени доктора филологических наук по теме «Происхождение и развитие русского гражданского шрифта. Вопросы истории и практика применения».
С 1975 года года работал старшим научным сотрудником-консультантом Отдела редких книг Государственной библиотеки СССР имени В. И. Ленина.
Преподавал в Московском полиграфическом институте (ныне Московский государственный университет печати).
Занимался изучением шрифтов. В работе «Графические основы русского гражданского шрифта» (1947) установил факт переработки московского письма XVII — начала XVIII века на основе латинской антиквы. Анализу построения шрифтов А. Дюрера, Л. Пачоли, Ж. Тори посвящена работа «Трактаты эпохи Возрождения о построении шрифта» (1956). Основной труд «Русский типографский шрифт. Вопросы истории и проблемы применения» (1974), в котором были приведены сведения о его происхождении, рассмотрены состав и графическая основа, проанализированы типы шрифтов, существовавших в России на протяжении XVIII — начала XX века.

## Основные работы
- Шицгал А. Г. Графическая основа русского гражданского шрифта. Под ред. А. А. Сидорова. — М.; Л.: Изд-во Гизлегпрома в Ленинграде, 1947. — 96 с.
- Шицгал А. Г. Русский рисованный книжный шрифт советских художников. Альбом образцов. — М.: «Искусство», 1953. — 96 с.
- Шицгал А. Г. Шрифт и орнамент. Конспект лекций. Ч. 1. Шрифт в оформлении книги. — М.: [Б. и.], 1954. — 92 с.
- Шицгал А. Г. Современные рисунки типографских шрифтов СССР и зарубежных стран. Обзор отечественной и иностранной литературы. Под ред. В. В. Попова. — М.: [Б. и.], 1958. — 34 с. — (ВНИИПП. Информационные материалы. Вып. 16.)
- Шицгал А. Г. Русский гражданский шрифт. 1708—1958. — М.: «Искусство», 1959. — 279 с.
- Сидоров А. А., Шицгал А. Г. Оформление современных зарубежных изданий. Книги по изобразительному искусству, энциклопедии и словари. — М.: [Б. и.], 1961. — 108 с. — (ВНИИПП. Информационные материалы. Вып. 26.)
- Шицгал А. Г. Микроиздания. Обзор отечественной и иностранной литературы. — М.: [Б. и.], 1962. — 36 с.
- Большаков М. В., Гречихо Г. В., Шицгал А. Г. Книжный шрифт. — М.: «Книга», 1964. — 311 с.
- Шицгал А. Г. Шрифтовое оформление современной книги СССР и зарубежных стран. Обзор отечественных и зарубежных изданий. — М.: [Б. и.], 1964. — 38 с.
- Шицгал А. Г. Шрифтовое оформление современных газет и журналов. Обзор отечественных и зарубежных изданий. — М.: [Б. и.], 1967. — 27 с.
- Шицгал А. Г. Русский типографский шрифт. Вопросы истории и проблемы применения. — М.: «Книга», 1974. — 208 с.
- Репертуар русского типографского гражданского шрифта XVIII века. В 4-х чч. Сост. А. Г. Шицгал. Ч. 1. Гражданский шрифт первой четверти XVIII века. 1708—1725. Каталог шрифтов и их описание. — М.: «Книга», 1981. — 32 с.
- Шицгал А. Г. Русский типографский шрифт. Вопросы истории и проблемы применения. 2-е изд., испр. и доп. — М.: «Книга», 1985. — 255 с.